# Jarlath de Tuam
Jarlath de Tuam (Saint Iarlaithe mac Loga en Gaélique ) est un saint irlandais des Ve – VIe siècles ; il est fêté le 6 juin. Il est également connu comme premier évêque de Tuam.

## Biographie
Né vers 445, saint Jarlath de Tuam était issu d'une famille riche et importante. Après avoir été le disciple de saint Benignus et de saint Enda, saint Jarlath a fondé son premier monastère à Cluainfois. Une école monastique lui fut rattachée. Cette école est réputée pour avoir attiré des étudiants de toute l’Irlande. Saint Brendan et saint Colman y ont notamment étudié. 
Un jour, alors qu'il voyageait sur un char, la roue de celui-ci se cassa. Selon une prophétie de saint Brendan, c'est à l'endroit où la roue du char s'était cassé que saint Jarlath mourrait plus tard. Selon une autre source, c'est saint Benignus qui l'aurait encouragé à voyager dans un char et à l'endroit où celui-ci se casserait, à fonder un monastère, qui serait également le lieu de sa mort. St Jarlath fonda un nouveau monastère à cet endroit. C’est là qu’il finit sa vie et mourut entre 540 et 550. 
Un poème de la chronique de Mícheál Ó Cléirigh fait mention de saint Jarlath pour sa générosité et sa piété. Il est notamment dit de lui qu’il faisait« trois cents génuflexions de nuit et trois cents autres de jour ». Il a également prédit le nom de ses successeurs au siège de Tuam. Les Synaxaires de l’Église Orthodoxe citent aussi saint Jarlath pour son « grand ascétisme et sa dévotion à la prière, qui l’ont gratifié du don de prophétie ».

## Saint Jarlath auXXIesiècle
Un festival a été créé en l’honneur de saint Jarlath, à Tuam. Le premier a eu lieu le 7 juin 2008. 
La roue cassée du chariot de saint Jarlath est un symbole héraldique de la ville de Tuam, et est présent sur le blason de plusieurs organisations locales, y compris du conseil municipal de Tuam. 
La rue Saint Jarlath de Dublin est nommée en son honneur.